# Кабилди
Кабилди (или Отворени кабилди) биле су представничке институције градова у шпанским колонијама. Формирали су их Шпанци у колонијама како би, као орган градске самоуправе бринули о интересима грађана. У почетку су окупљани у кризним ситуацијама као што су природне непогоде, епидемије или напади пирата и доносили су хитне мере заштите. У време борбе за независност доносили су и политичке одлуке. Као и хунте (шп. juntas)(изборне органе самоуправе), чине их чланови звани рехидорес (шп. regidores) и већници (шп. concejales) или кабилдантес (шп. cabildantes) а њихов председник био је градоначелник (шп. alcalde). Када су у њиховом раду почели да учествују и обични грађани, називани су Отвореним кабилдима. У време Борбе за независност Латинске Америке или приликом инвазије неке европске силе ови органи су доносили битне политичке одлуке.